# Unsere Liebe Frau vom Rosenkranz (Tinos)
Die Kirche Unsere Liebe Frau von Rosenkranz (griechisch Μητροπολιτικός Ναός Παναγίας Ροδαρίου) ist eine römisch-katholische Kathedrale auf Tinos, einer Insel der griechischen Kykladen. Sie wurde 1860–1870 erbaut.
Die Kathedrale des Erzbistums Naxos, Andros, Tinos und Mykonos ist dem  Patrozinium Unserer Lieben Frau vom Rosenkranz unterstellt, die auch Patronin des Bistums ist.